# 요르요스 오르파니디스

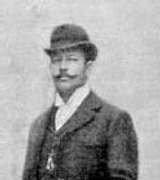

요르요스 오르파니디스(그리스어: Γεώργιος Ορφανίδης, 1861년~1942년)는 그리스의 사격 선수이다. 그는 아테네에서 열린 1896년 하계 올림픽과 런던에서 열린 1908년 하계 올림픽에 참가했다.
오르파니디스는 5개의 모든 사격 종목(군사소총, 자유소총, 군사권총, 속사권총, 자유권총)에 참가했다. 첫 번째로 군사소총 종목에 참가했으며 1698점을 기록, 5위를 했다. 그 다음에는 군사권총 종목에 참가했으며 점수와 순위는 모르며 메달을 못 땄다는 것 밖에는 알지 못한다. 자유권총 종목에서는 꼴찌(5위)를 했다.
오르파니디스에게 성공은 늦게 찾아왔는데 속사권총 종목에서야 요안니스 프랑구디스에 이어서 2위를 차지한 것이다. 20번을 쏴서 249점을 얻었다. 자유소총 종목에서는 프랑구디스와 다른 선수를 제치고 드디어 올림픽 우승을 차지했다. 그의 점수인 1583점은 2차 사격 때 쏜 것이 모두 10점을 맞아서 2차 사격 때만 520점을 냈으며 그것이 큰 도움이 되었다. 1차, 3차, 4차 사격 때는 각각 328점, 420점, 315점이었다. 오르파니디스는 40번의 사격 중에 3번만 쏘지 못했으며 1차 사격 때 두 번, 4차 사격 때 한 번 있었다.